# Sofie Goos
Sofie Goos née le 6 mai 1980 à Turnhout en Belgique est une triathlète professionnelle spécialiste des triathlons longues distances et vainqueur sur compétition Ironman.

## Biographie
Le 15 mai 2016, alors qu'elle s'entraînait à Anvers, Sofie Goos est agressée et poignardée par un Samir T, un déséquilibré souffrant de problèmes psychatriques. Un de ses reins est touché et l'athlète est hospitalisée aux soins intensifs pendant une semaine.
Depuis 2017, une course cycliste sur route féminine porte son nom, le Grand Prix Sofie Goos et compte pour la Lotto Cycling Cup.

## Palmarès
Le tableau présente les résultats les plus significatifs (podiums) obtenus sur le circuit national et international de triathlon depuis 2009,.
| Année | Compétition                              | Pays       | Position           | Temps           |
| ----- | ---------------------------------------- | ---------- | ------------------ | --------------- |
| 2017  | Challenge Venise                         | Italie     | Médaille d'or      | 9 h 17 min 17 s |
| 2015  | Ironman Copenhague                       | Danemark   | Médaille d'argent  | 9 h 3 min 8 s   |
| 2014  | Ironman 70.3 Texas                       | États-Unis | Médaille d'or      | 4 h 6 min 23 s  |
| 2014  | Ironman Copenhague                       | Danemark   | Médaille d'argent  | 9 h 6 min 8 s   |
| 2014  | Ironman Brésil                           | Brésil     | Médaille d'argent  | 9 h 0 min 21 s  |
| 2013  | Ironman 70.3 Luxembourg                  | Luxembourg | Médaille d'or      | 4 h 21 min 27 s |
| 2012  | Ironman Brésil                           | Brésil     | Médaille d'or      | 9 h 17 min 42 s |
| 2011  | Ironman 70.3 Anvers                      | Belgique   | Médaille d'or      | 4 h 21 min 24 s |
| 2011  | Ironman Floride                          | États-Unis | Médaille de bronze | 9 h 22 min 21 s |
| 2011  | Ironman Texas                            | États-Unis | Médaille de bronze | 9 h 12 min 53 s |
| 2010  | Ironman 70.3 Anvers                      | Belgique   | Médaille d'or      | 4 h 13 min 39 s |
| 2009  | Ironman 70.3 Anvers                      | Belgique   | Médaille d'or      | 4 h 8 min 7 s   |
| 2009  | Ironman Floride                          | États-Unis | Médaille d'or      | 9 h 8 min 38 s  |
| 2009  | Challenge Barcelone-Maresme              | Espagne    | Médaille d'or      | 9 h 8 min 1 s   |
| 2009  | ITU Long Distance Triathlon World Series | Belgique   | Médaille d'or      | 4 h 3 min 6 s   |